# Vérpettyes medvelepke
A vérpettyes medvelepke (Utetheisa pulchella) a kvadrifid bagolylepkefélék családjába tartozó, Eurázsiában és Afrikában honos, vándorló lepkefaj. 

## Megjelenése
A vérpettyes medvelepke szárnyfesztávolsága 3,6-4,1 cm. Feje és tora fehéresszürke, fekete és narancssárga foltokkal. Potroha fehéres, a légzőnyílásoknál apró feketés pontokkal, a hasoldal egyszínű. Lábai barnák, fehéresszürke hosszanti vonalakkal. Az elülső szárny selyemfényű fehér, rajta fekete pontokból álló, hullámos keresztvonalakkal. A peremen elhelyezkedő pontsornak megfelelően a szárny rojtja is fekete-fehér csíkos. A szárny elülső szegélyén és a keresztvonalak között pirosas, vagy vörösbarna, nagyobb foltokra szakadozott szalagok futnak; a szárny összességében rendkívül tarka benyomást kelt. A hátulsó szárny áttetsző, kékes gyöngyházfényű fehér, szélén zegzugos határú, széles fekete vagy sötétbarna sávval, közepén keskeny, hosszú holdfolttal. Rojtja fehér. A szárnyak fonákja fehér, rajzolata nagyjából megfelel a felszínnek, de az elülső szárny csúcsán nagyobb sötét folt található és a hátsó szárny felső szegélyén is sötétbarna foltsor vonul végig.
A foltok kiterjedtsége változékony. 
Petéi gömb alakúak, zöldessárga színűek.    
Hernyója fekete-fehér sávos, gyűrűkbe rendeződő narancssárga foltokkal. Szőrzete ritkás. Bábja vörösbarna, potrohán hosszú sörtékkel.

### Hasonló fajok
Magyarországon nem él másik, hozzá hasonló faj.

## Elterjedése
Afrika és Ázsia trópusi-szubtrópusi vidékein (Ázsiában pl. a Közel-Keleten, Közép-Ázsiában, Indokínában) őshonos. Európában a Mediterráneum déli peremén (Dél-Spanyolország, Baleári-szigetek, Szardínia, Korzika, Szicília, Kréta, Ciprus) képes megtelepedni. Nyár elején imágói északra vándorolnak (Skandinávia és az Észak-Baltikum kivételével), egész Európában szétrajzanak és szaporodnak is. A hideg telet azonban nem bírja, minden fejlődési stádiuma elpusztul. Magyarországon ritkán, szórványosan jelenik meg, korábban csak a 20. század első harmadában látták, majd 80 éves kihagyás után az utóbbi évtizedben ismét felbukkant.    

## Életmódja
Hazájában tengerparti dűnék, száraz sziklalejtők és más meleg, ritkás növényzetű élőhelyek lakója. Vándorlás közben más környezetben is előfordul. 
A trópusi vidékeken évente több nemzedéke nő fel, imágóit egész évben látni lehet. Magyarországon június-júliustól jelenhet meg. Hernyója az érdeslevelűek családjába tartozó lágyszárú növények (kígyószisz, borágó, atracél, nefelejcs, kunkor) leveleit eszi. Hernyóként telel át, majd tápnövénye levelei között vagy a talajon bábozódik.

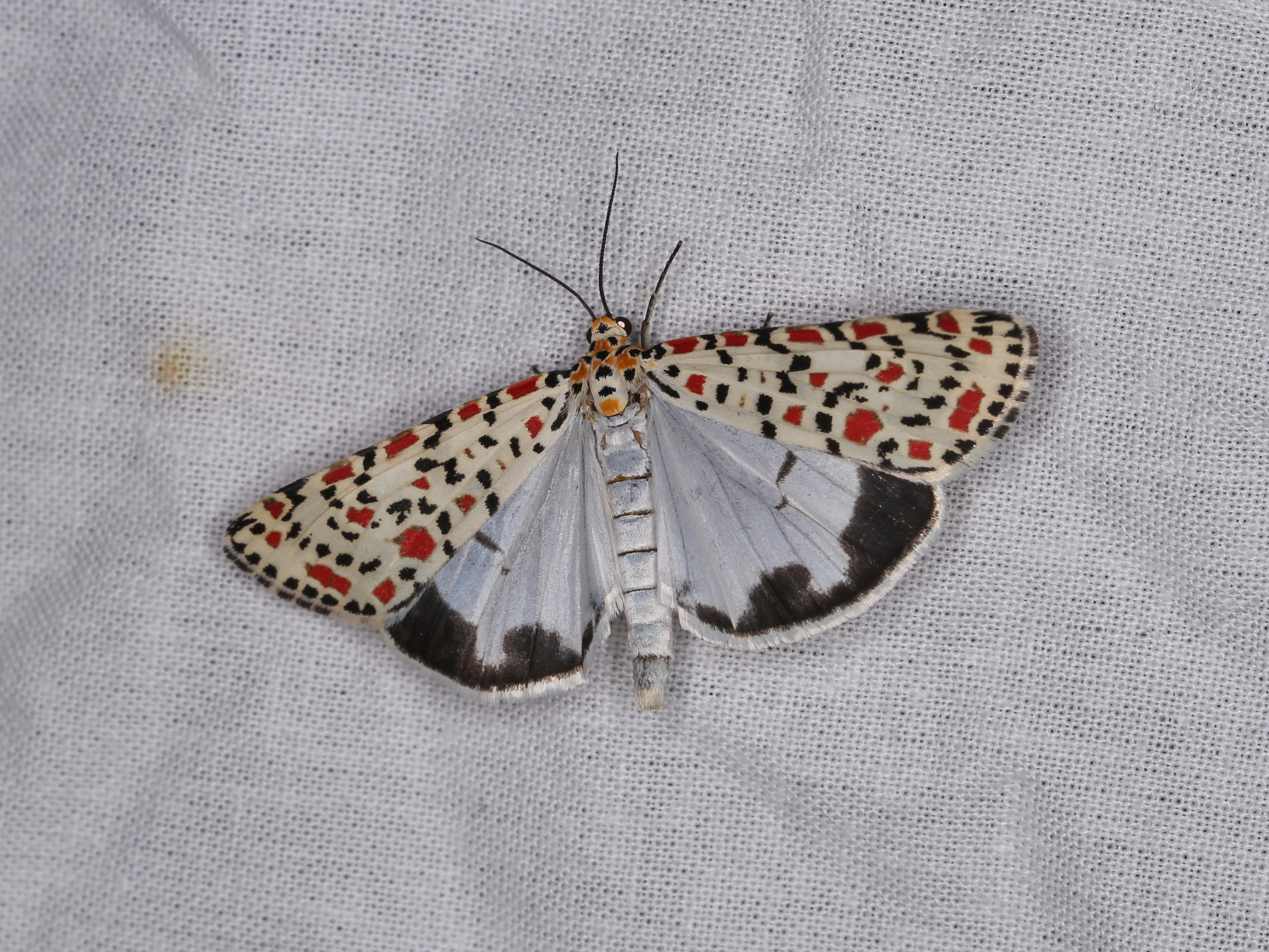
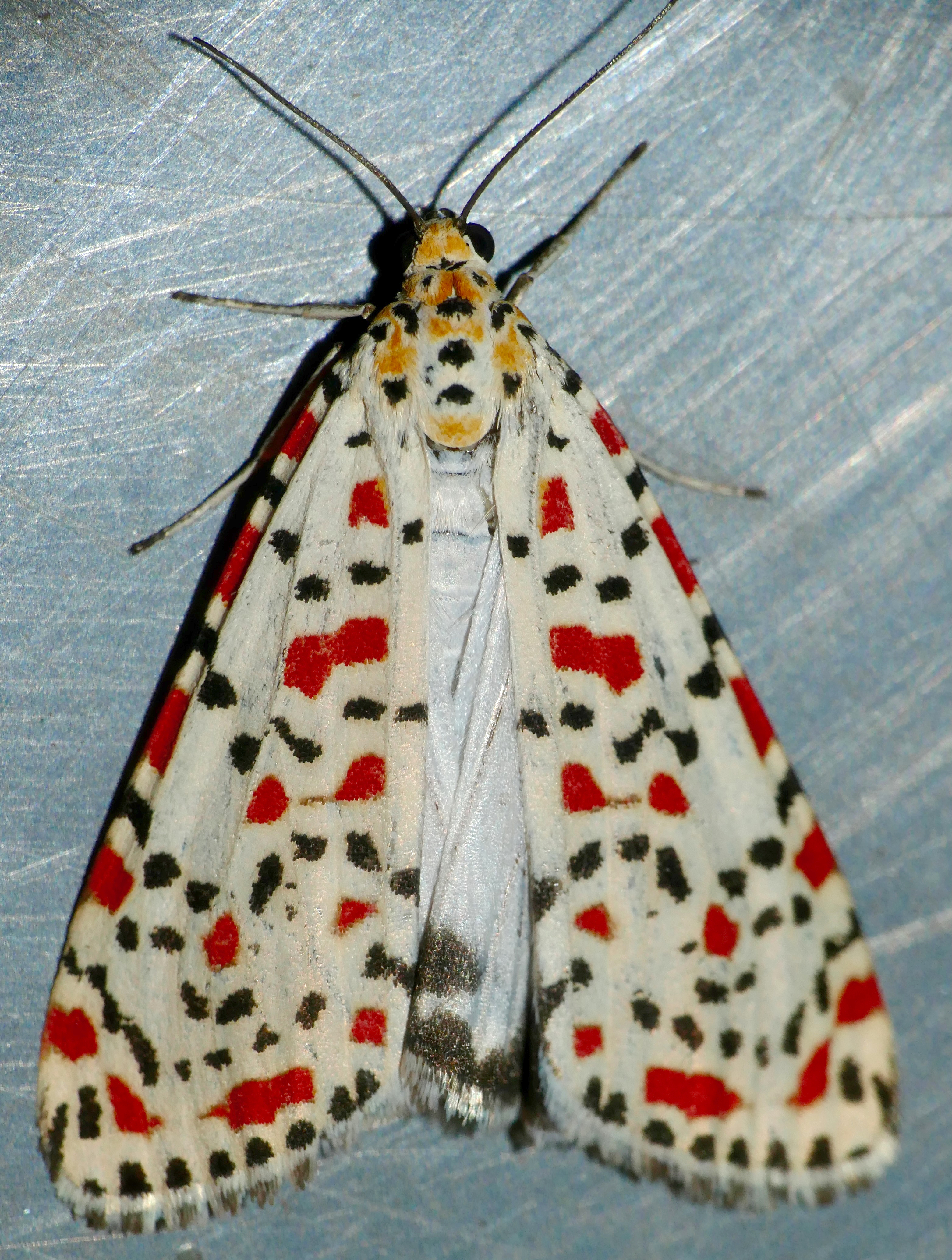
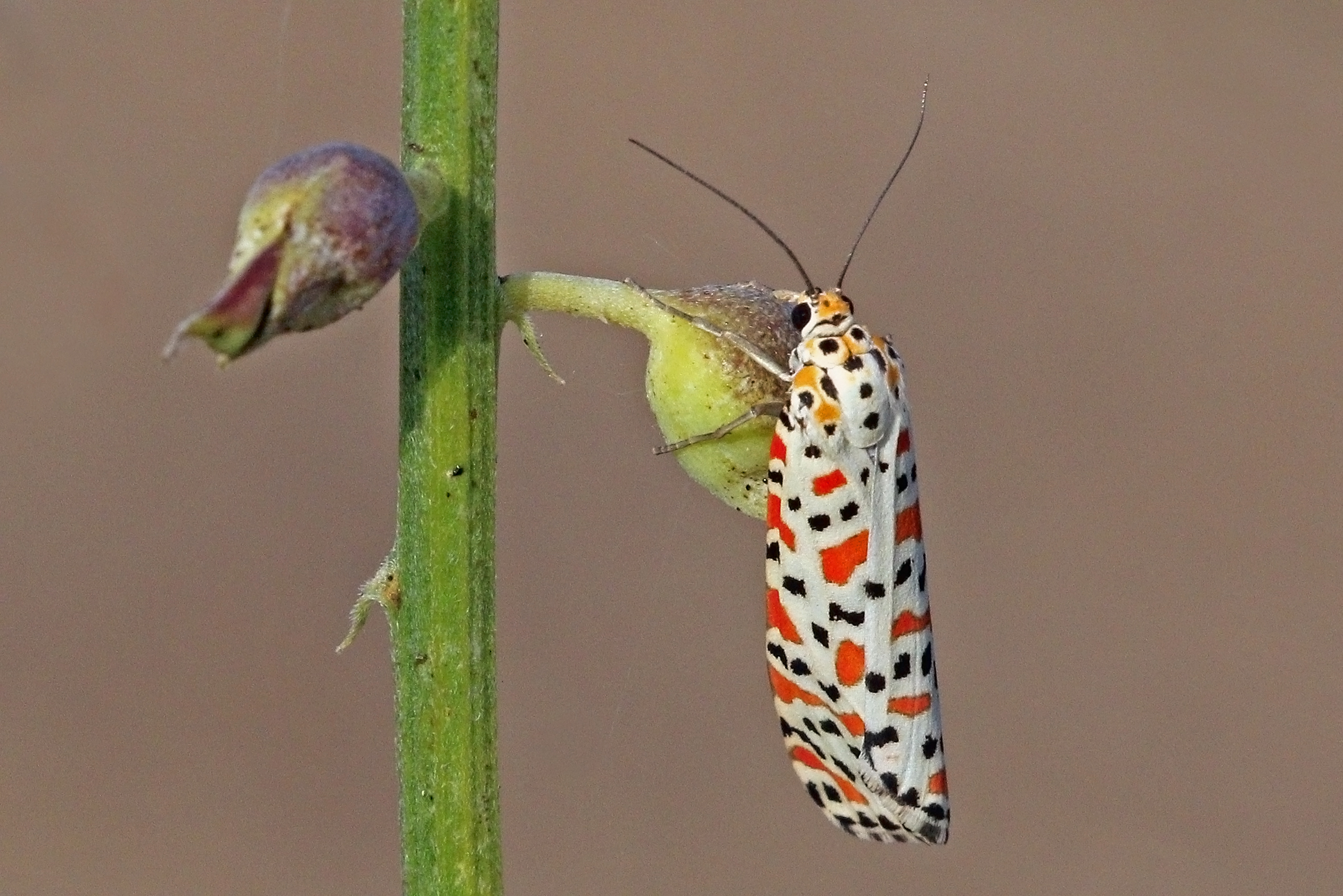
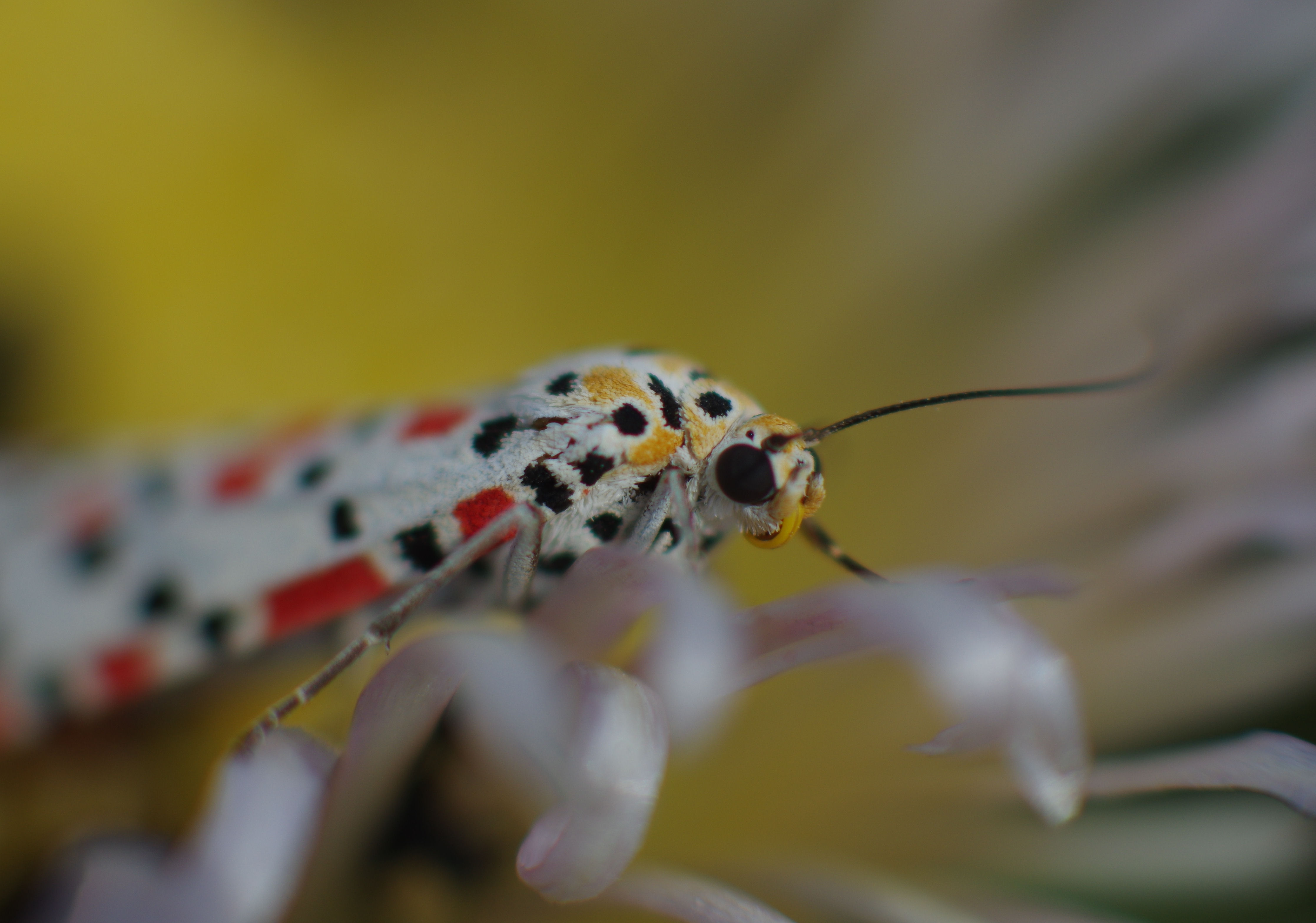
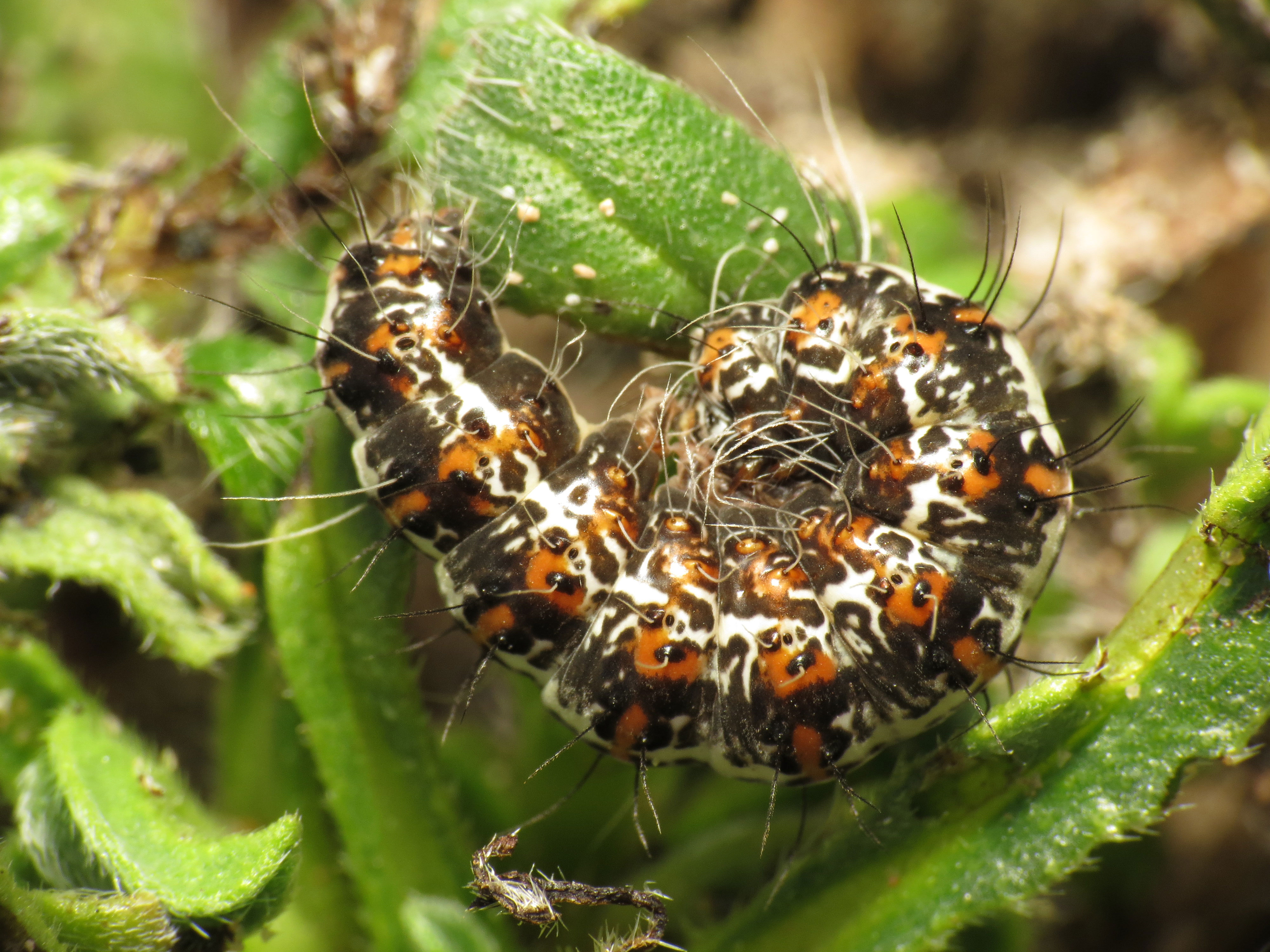

Magyarországon nem védett.